# Мохаммад Али Тараггиджах
Мохаммад Али Тараггиджах (перс. محمدعلی ترقی‌جاه‎; 1943, Тегеран — 12 августа 2010, Тегеран) — иранский художник.

## Биография
Родился в Тегеране в 1943 году, с детства был увлечён живописью. Хотя он начал работать как инженер, спустя короткое время оставил эту специальность, чтобы заняться живописью, которая представляла для него настоящий интерес.
В 1967 году выиграл золотую медаль на конкурсе искусств между университетами Ирана.
В 1976 году провёл свою первую персональную выставку в Тегеранской галерее, а затем, в 1978 году, — на Международной выставке искусств в Базеле (Швейцария).
В начале 1980-х были заложены основы его особого метода, отличительным знаком которого стали абстрактные (стилизованные) фигуры лошадей, прославившиеся как эмблема его художественного стиля.
Искусство этого художника — результат его гармонии с окружающим миром. На его спокойных и миролюбивых картинах бросаются в глаза изображения лошадей, петухов и сельских жителей в сказочных странах, а также коричневый и серовато-зелёный фон.
Его работы рождают в зрителе чувство спокойствия и прозрачности, которое в то же время очень пронзительно и оставляет глубокое впечатление, что напоминает сказки стран Востока. Лошади на его картинах движутся, не будучи связаны с землёй, так же, как петухи, люди и горы: цель их путешествия — рай, из которого они пришли, место, где есть мир, гармония и любовь. Их мечта — полёт к своей любви и к своему настоящему дому. Белый цвет на его картинах символизирует Бога, близость присутствия которого художник везде чувствует очень остро.
Его работы демонстрируются вместе с полотнами знаменитых всему миру художников в таких городах, как Нью-Йорк, Вашингтон, Чикаго, Париж, Лондон, Цюрих, Женева, Вена, Токио, Мехико, Флоренция, Лиссабон, Мадрид, Касабланка, Штутгарт и Пекин.
Произведения, созданные этим художником в период революции, находясь в тени работ, написанных в последующие периоды, сегодня привлекают меньше внимания, однако с исторической точки зрения, а также с точки зрения поиска чувственных основ полотен Тараггиджаха, они имеют огромное значение.
Революционные произведения художника, обладая особым реализмом и безыскусностью, делающей их простыми, демонстрируют картины из всех событий того времени, выбранные живописцем как членом общества, который в целом обладает теми же взглядами на события, что и само общество.
Некоторые из особенностей этих работ являются общими для полотен первого периода революции, среди них можно указать на приведение текстов газет и настенных надписей, которые в пространстве картины ещё раз обращают внимание на народные лозунги и подчёркивают их.
Картины Тараггиджаха по сравнению с произведениями некоторых других современных иранских художников, возможно, имеют меньше традиционных элементов, однако отлично передают образ Ирана.
Международный музей искусства XXI века в Америке (TIMOTCA) выбрал картины Тараггиджаха как представителя искусства Ирана. Его произведения также находятся в коллекциях Музея современного искусства в Тегеране, Музея современного искусства Шарджи, Всемирном музее (Роттердам, Нидерланды) и Музее современных художников (Музей Мохаммада Али Тараггиджаха). 
Тараггиджах скончался 12 августа 2010 года в результате болезни сердца.